# Groupe de Barranquilla
Le « groupe de Barranquilla » est un groupe d'écrivains, de journalistes et de philosophes qui se rassemblaient à Barranquilla, en Colombie, au milieu du XXe siècle. Il fut l'une des communautés les plus productives de l'époque tant au niveau intellectuel que littéraire.
Il a été fondé par José Felix Fuenmayor et Ramón Vinyes en 1940.
Parmi ses membres les plus influents et notables, on peut citer Gabriel García Márquez, Álvaro Cepeda Samudio, Germán Vargas et Alfonso Fuenmayor.